# Бериндеј (Олт)
Бериндеј (рум. Berindei) насеље је у Румунији у округу Олт у општини Дањаса. Oпштина се налази на надморској висини од 63 m.

## Становништво
Према подацима из 2002. године у насељу је живело 570 становника, од којих су сви румунске националности.